# Laviano
Laviano é uma comuna italiana da região da Campania, província de Salerno, com cerca de 1.590 habitantes. Estende-se por uma área de 56 km², tendo uma densidade populacional de 28 hab/km². Faz fronteira com Caposele (AV), Castelgrande (PZ), Castelnuovo di Conza, Colliano, Muro Lucano (PZ), Pescopagano (PZ), Santomenna, Valva.
A 23 de novembro de 1980, um terramoto atingiu a vila de Laviano e fez três centenas de mortes, cerca de 20% da população. O resultado dessa perda teve um grande impacto na geração seguinte, pelo que Rocco Favilena, ex-prefeito de Laviano, decidiu elaborar um plano para reverter a situação: ofereceu 10 mil euros por cada nascimento na vila.
Em 2018, 135 crianças vão à escola, quando nos últimos 20 anos iam menos de 60.
Entre 2000 e 2002 não se registou qualquer nascimento. Em 2003 já se registaram 12 e o número tendeu a crescer, embora o plano do “baby bonus”, como lhe chama Favilena, ter durado apenas 4 anos. De há 8 anos para cá, a taxa de natalidade sofreu novamente uma diminuição drástica, uma vez que a faixa etária jovem abandona a vila para ir estudar e não volta por encontrar ofertas de emprego noutros sítios.

## Demografia
| Variação demográfica do município entre 1861 e 2011                               |
|                                                                                   |
| Fonte: Istituto Nazionale di Statistica (ISTAT) - Elaboração gráfica da Wikipedia |